# Djalal Abdoh

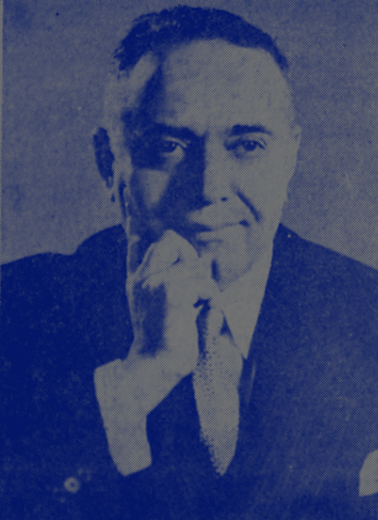
Djalal Abdoh

Djalal Abdoh  oder Dschalal Abdoh (persisch جلال عبده‎; * 1909 in Borudscherd nach anderen Angaben Teheran; † 1996) war ein iranischer Diplomat.
Djalal Abdoh war der Sohn von Sheikh Muhammad Abduh und der Bruder von Ali Abdo, einem iranischen Boxer. Sein Vater, Sheikh Muhammad Abduh Boroujerdi, langjähriger Chef der Justiz, lehrte an der Juristischen Fakultät Zivilrecht.Quelle ?

## Werdegang
Er studierte Rechtswissenschaft zunächst in Teheran, wo er 1930 den Grad eines B.S. erhielt und anschließend in Paris, wo er 1937 zum Doktor der Rechtswissenschaft (Legum Doctor, LL.D.) promoviert wurde. Danach war er im iranischen Justizministerium und in der Justizverwaltung des Iran tätig. 1944 bis 1949 war er Abgeordneter im iranischen Parlament. 1945 war er Mitglied der iranischen Delegation bei der Konferenz von San Francisco. Anschließend war er als Mitglied der iranischen Delegation bei den Vereinten Nationen tätig, bis er am 16. August 1955 als Nachfolger von Ali Gholi Ardalan zum permanenten Vertreter des Iran bei den Vereinten Nationen ernannt wurde. Im April 1955 nahm er an der Bandung-Konferenz teil.
Im März 1959 wurde er durch die Generalversammlung der Vereinten Nationen zum Plebiszitkommissar für die durchzuführenden Volksabstimmungen in Britisch-Kamerun gewählt, mit der Aufgabe, die ordnungsgemäße Durchführung der Abstimmungen zu überwachen. Ab Oktober 1959 nahm er vor Ort in Yola (Nord-Nigeria) diese Aufgabe wahr. Nach Durchführung der Plebiszite 1959 und 1961 betraute ihn UN-Generalsekretär U-Thant am 22. Oktober 1962 mit dem Amt eines UN-Administrators für West-Neuguinea. Während der folgenden Monate führte er intensive Verhandlungen mit der niederländischen und der indonesischen Regierung. Am 7. November 1962 gab er auf einer Pressekonferenz in Bangkok bekannt, dass eine Einigung erzielt wurde, die den Transfer West-Neuguineas an Indonesien zum 1. Mai 1963 vorsah.
Von 1956 bis 1958 war er Botschafter in Neu-Delhi und zeitgleich in Kathmandu akkreditiert. Von 1958 bis 1961 war er Botschafter in Rom bei der Regierung Italiens.
Von 12. Juni 1960 bis 2. August 1960 war er Außenminister. Von 15. November 1962 bis 1. Mai 1963, beim Übergang der niederländischen Macht zu Indonesien in  West New Guinea war er Leiter der Exekutive der United Nations Security Force in West New Guinea. Anschließend war er Geschäftsführer der iranischen Bankvereinigung.
Abdoh war verheiratet und hatte drei Töchter.
Er liegt auf dem Behescht-e Zahra begraben.